# Pison argyrotrichum
Pison argyrotrichum (лат.) — вид песочных ос (Crabronidae) рода Pison из подсемейства Crabroninae.

## Распространение
Австралия.

## Описание
Мелкие коренастые осы с сидячим брюшком (длина самцов 8 мм), основная окраска чёрная, кончики мандибул красновато-коричневые, тело покрыто серебристыми щетинками. От близких видов отличается следующими признаками: мезоплевральные пунктуры разделены расстоянием меньше, чем их диаметр; тергиты с серебристыми щетинками; внутренние края жвал простые (без зубцов); лоб матовый.
Внутренние края глаз окаймлённые килем, место прикрепления усиков соприкасается с фронтоклипеальным швом. Крылья с 3 субмаргинальными (радиомедиальными) ячейками, вторая из которых стебельчатая.
Предположительно, как и другие виды своего рода ловят пауков, а гнёзда располагаются в готовых полостях (ходах ксилофагов, в ветвях, или из глины).
Вид был впервые описан в 2018 году в ходе ревизии, проведённой американским гименоптерологом Войцехом Пулавским (Wojciech J. Pulawski; Калифорнийская академия наук, Сан-Франциско, США).